# Seminario Arcivescovile "S. Pio X"
Il Seminario Arcivescovile "S. Pio X" è un seminario cattolico per la formazione dei presbiteri dell'Arcidiocesi di Messina-Lipari-Santa Lucia del Mela.
Dal 1915 esso si trova nel quartiere "Giostra" di Messina, e oltre ad ospitare i giovani in discernimento vocazionale è anche sede della Biblioteca Painiana.

## Storia
Messina si classifica senza dubbio tra le primissime diocesi per l’erezione del Seminario, attuando gli auspici del Concilio di Trento che chiedeva un’istituzione adeguata per la formazione dei candidati al sacerdozio.
Appena dieci anni dopo la chiusura del Concilio, l’Arcivescovo Mons. Giovanni Retana (ep. 1569-1582) si dedicò con molto impegno all’opera del Seminario, nominando il 16 novembre del 1573 una commissione di quattro Sacerdoti incaricati di procurare i fondi necessari, disponendo che venissero tassati i frutti ricavati in diocesi da mense, abbazie, priorati, benefici anche dei regolari e di patronato, esclusi gli Ordini mendicanti. Lo stesso Arcivescovo, in attesa che i fondi venissero raccolti, provvide a proprie spese all’educazione e formazione di venti adolescentes sotto la guida di appositi docenti. Purtroppo, difficoltà economiche sopravvenute costrinsero l’Arcivescovo a desistere e a devolvere momentaneamente l’insufficiente ricavato delle tassazioni a favore dei novizi della Compagnia di Gesù, già esistente a Messina. Successivamente, lo stesso Mons. Retana ricostituì una nuova commissione per la tassazione dei benefici pro nova erectione dicti Seminarii facere, anche questa volta con esito negativo.
Risulta chiaro, così, che un Seminario di chierici secondo il Concilio Tridentino fu attuato nell’Arcidiocesi, anche se per breve tempo e in forme precarie. Non sappiamo nulla dell’edificio in cui Mons. Retana sistemò gli adolescentes della prima e della seconda esperienza.
Nell’agosto del 1588, in seguito al II Sinodo diocesano, Mons. Antonio Lombardo (1585-1597) riprese il compito del Seminario e pensò di sistemare l’istituto in case in affitto, alle quali poi si aggiunse, nel 1604, una parte del Palazzo Arcivescovile nelle vicinanze di via I Settembre. Fu, però, Mons. Bonaventura Secusio (1605-1609) a dare una sede stabile al Seminario, acquistando delle case tra le strade della Zecca e della Giudecca. Ulteriori contributi furono apportati dall’Arcivescovo Pietro Ruiz (1609-1618). Il nuovo Seminario era adiacente al Palazzo Arcivescovile e dava sulla strada, nel luogo in cui sorgeva la chiesa di S. Nicolò detta appunto all’Arcivescovado. Presto, però, i locali si rivelarono inadeguati e Mons. Andrea Mastrillo (1618-1624), nel 1620, pose la prima pietra per l’erezione del grande Seminario dei chierici, sul teatro del porto. La costruzione, continuata durante il periodo dell’Arcivescovo Biagio Proto (1625-1646), fu compiuta finalmente nel 1648 dall’Arcivescovo Simone Carafa (1647-1676).
Nel 1783, un terremoto distrusse il Seminario e il nuovo Arcivescovo Nicolò Ciafaglione (1780-1786) chiese ed ottenne da Ferdinando III di Sicilia di poter costruire un nuovo Seminario in via Austria (oggi via I Settembre), accanto al Palazzo Arcivescovile. La costruzione proseguì sotto Mons. Paolo Francesco Perremuto (1790-1791) ed ultimata sotto Mons. Gaetano Garrasi (1792-1817), su disegni dell’architetto messinese sac. Francesco Saverio Basile. Sul fregio del gran portone era scolpita l’iscrizione “Clericorum Institutioni”.
Il Seminario, che nel frattempo aveva ottenuto notevoli modifiche con l’erezione di un’ampia Cappella sotto l’Arcivescovo Letterio D'Arrigo Ramondini (1898-1922), subì nuovi danni durante il terremoto del 28 dicembre 1908. Per riattivarlo, l’eroico Arcivescovo mise a disposizione quel che restava del suo Palazzo Arcivescovile, ritenendo per sé poche stanze indispensabili, e costruì, con materiale fornito dal Papa Pio X (al quale, oggi, il Seminario è dedicato), dei padiglioni in legno nel cortile del Palazzo. Il Seminario cominciò a funzionare nell’anno scolastico 1909-1910.
Quando iniziarono i lavori per l’apertura della via Garibaldi e il Seminario doveva essere demolito, lo stesso Arcivescovo D’Arrigo acquistò, a proprie spese, una villa in contrada Tremonti, a Giostra. Negli ambienti della casina De Pasquale e in cinque padiglioni di legno disposti con criterio, tenendo conto del terreno a terrazzamenti e delle esigenze della vita seminaristica, fu sistemato il nuovo Seminario, che aprì le sue porte il 15 gennaio 1915. In seguito, ad esso furono aggiunti altri due padiglioni, poi trasformati in un fabbricato a mattoni.
Contemporaneamente, riprendeva la costruzione del Seminario di città, su disegno dell’ingegner Fleres, nello stesso luogo in cui sorgeva quello antico, con la facciata su via I Settembre, capace di 120 posti. Il 20 settembre del 1924 si aprì il nuovo grande Seminario in città, dominato dalla scritta in alto (visibile ancora oggi) “Clericorum Institutioni”. Ad inaugurarlo non fu Mons. D’Arrigo, che nel frattempo era morto nel dicembre 1922, ma Mons. Angelo Paino (1923-1963).
Poiché, però, in breve tempo il Seminario era diventato insufficiente, Mons. Paino acquistò ampi locali accanto al Seminario, compresi tra la costruzione nuova e via S. Filippo Bianchi, aggiungendo spazi per i chierici che, nel frattempo, andavano crescendo di numero. Quando, poi, anche questi locali furono giudicati insufficienti, si pensò al grandioso Seminario di Giostra, l’attuale, capace di ben 400 posti. Il disegno fu dell’ingegner Francesco Barbaro e l’impresa dei fratelli Giuseppe e Luigi Cardillo. Il 23 ottobre 1930 esso fu inaugurato; si ebbero così il Seminario Maggiore in città e il Seminario Minore a Giostra. A quest’ultimo, negli anni successivi, vennero aggiunti altri locali per la biblioteca e la sala delle riunioni. In questa forma, esso era il più grandioso Seminario di Sicilia e del Meridione d’Italia.
La seconda guerra mondiale fece alcuni danni all’edificio, riparati puntualmente dalla solerzia dell’Arcivescovo Paino, che contemporaneamente procedette anche all’acquisto della collina retrostante e dominante l’Istituto.
Oggi, conclusa l’esperienza del Seminario Minore, tutta la formazione dei candidati al sacerdozio ministeriale si svolge nel Seminario Arcivescovile “S. Pio X” di Giostra, che nel frattempo è diventato un notevole polo culturale e museale, grazie al patrimonio della Biblioteca Painiana e delle collezioni artistiche qui custodite. Per la sua capienza, la posizione cittadina e gli spazi esterni disponibili, esso ospita durante tutto l’anno le riunioni del clero diocesano e accoglie gruppi e movimenti per i loro incontri e ritiri.

## Patroni
Patroni del Seminario sono San Pio X e la Mater Clericorum Amabilis.

### San Pio X

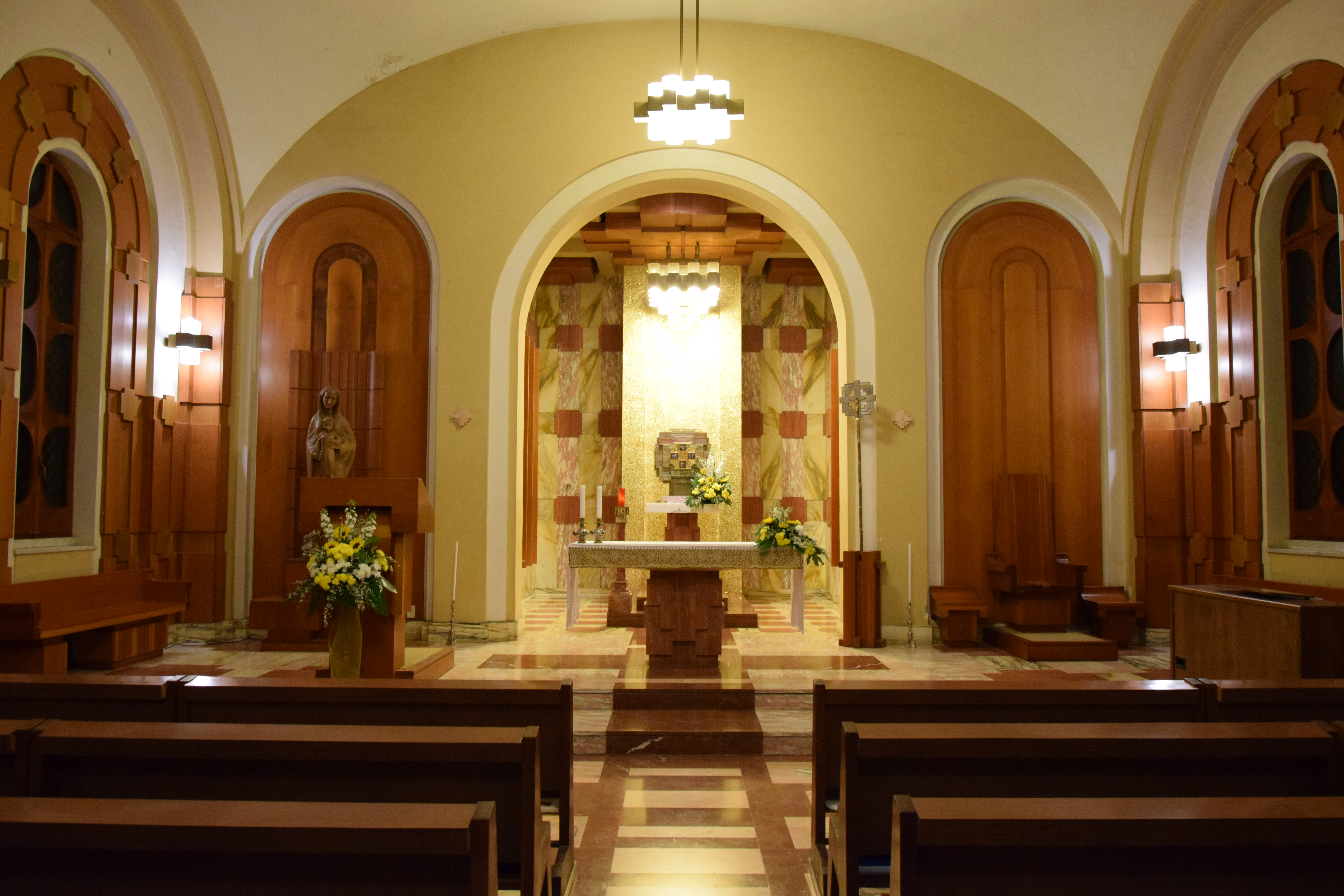
La cappella del Seminario Arcivescovile, dedicata a S. Pio X

Sopra la porta d’ingresso della cappella maggiore del Seminario, una lapide marmorea ricorda che «Questa cappella così decorosamente ornata per volere dell’Arcivescovo Mons. Francesco Fasola e con il concorso della Diocesi, inaugurata il 2 maggio 1970 è stata consacrata dal medesimo Pastore il 15 gennaio 1971 nel ricordo di San Pio X, celeste patrono del Seminario». La lapide rende viva, allo stesso tempo, la memoria del Papa Pio X (1903-1914), patrono del Seminario, e la data del 15 gennaio come ricorrenza festiva del Seminario.
Il patrocinio a Pio X è legato ad un atto di riconoscenza della comunità diocesana di Messina per l’aiuto che il Papa concesse al Seminario e ai seminaristi dopo il terremoto del 1908. Fu Pio X, infatti, mosso da zelo pastorale e forte sensibilità per il dramma che, in quegli anni, colpiva la città dello Stretto, ad interessarsi personalmente dei disagi che riguardavano la formazione dei sacerdoti, ospitando a Roma i seminaristi di Messina dal 1909 al 1911 presso il Collegio Leoniano. Il Seminario nel tragico evento aveva subito notevoli danni e non era in grado di alloggiare adeguatamente i seminaristi. Grazie al contributo di Pio X e alla tenacia dell’Arcivescovo D’Arrigo, si riuscì a mantenere in vita l’istituto di formazione presso la residenza arcivescovile di città e ad acquistare, nel 1912, una villa a Giostra, dove i seminaristi furono accolti in comodi padiglioni in baracca, in attesa che fosse costruito l’attuale grande Seminario.
In seguito, per poter commemorare adeguatamente l’opera di Pio X e rendere grazie a Dio per la continua benevolenza usata nel Seminario, Mons. Fasola dispose che la festa liturgica del Patrono venisse spostata dal giorno 3 settembre (secondo il vecchio Calendario liturgico) al 15 gennaio, giorno in cui nel 1915 il Seminario di Giostra, pur nella sua precarietà, iniziava le attività.
Dopo i lavori di ristrutturazione e adeguamento liturgico, si convenne di celebrare la Dedicazione della nuova cappella - inaugurata il 2 maggio 1970 - proprio nel giorno della festa di S. Pio X, il 15 gennaio 1971. Dall’anno successivo, pertanto, si celebrano in quel giorno la commemorazione di S. Pio X e l’anniversario della dedicazione della cappella. In occasione della Dedicazione della cappella, inoltre, furono poste sotto l'altare le reliquie di S. Pio X, insieme a quelle di S. Placido, S. Fedele da Sigmaringen, S. Francesco d'Assisi, S. Felice da Cantalice e S. Gabriele dell'Addolorata.

### Mater Clericorum Amabilis

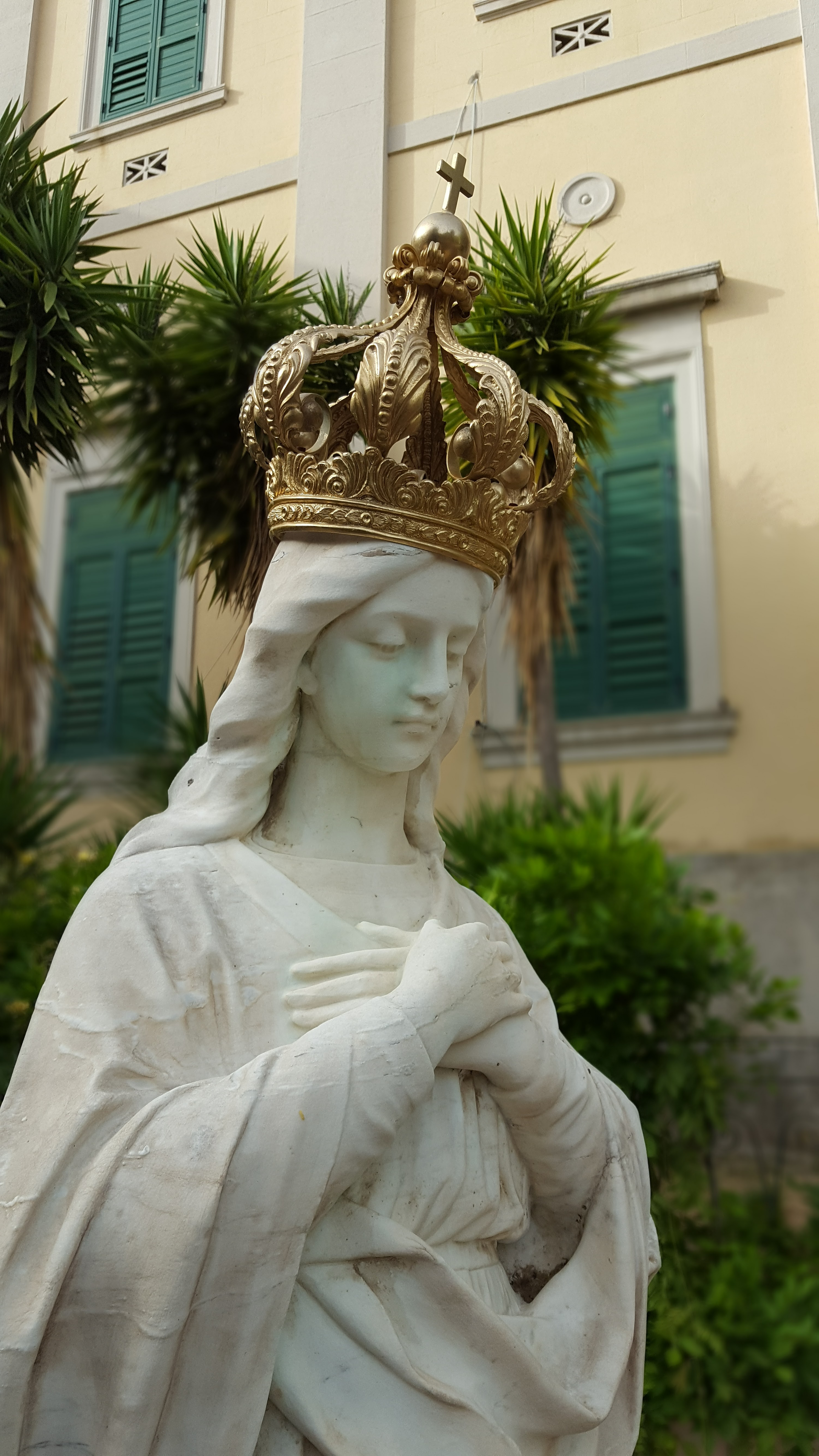
L'immagine della Mater Clericorum Amabilis nel giardino del Seminario

Sempre, nella formazione dei futuri presbiteri, è stata viva la devozione alla Vergine Maria. La recita del Rosario, le particolari liturgie in preparazione alla Solennità dell'Immacolata Concezione, la consueta celebrazione (quando permessa) di "S. Maria in Sabato", il canto del Regina Caeli nel tempo di Pasqua e la preghiera serale alla Mater nelle sere di ottobre e di maggio rappresentano una tradizione costante nella vita del Seminario.
Il 26 maggio 1946, Mons. Pantalone Minutoli, al tempo Rettore del Seminario, volle dedicare alla Madonna «il piccolo declivo che verdeggia nel lato esterno della grande ansa del viale di accesso, accanto alla Biblioteca. Vi collocò una statua marmorea della Vergine, per la quale coniò felicemente il titolo di Mater Clericorum Amabilis. Il piccolissimo parco che circonda la sacra immagine avrebbe dovuto raccogliere, nel desiderio di lui, le piante che in qualche maniera hanno riferimenti biblici con la Madonna: l'oliva speciosa, il cedro del Libano, il cipresso di Sion, la palma di Cades, il platano delle acque, la rosa mistica, il giglio delle valli».
Da allora e sino ad oggi, generazioni di giovani seminaristi si sono ritrovati insieme davanti a quell'immagine benedetta per pregare, cantare le glorie di Maria e invocare dalla sua intercessione abbondanti grazie e consolazioni per andare avanti nel cammino della vita.

Lo stesso 26 maggio, con l'approvazione e la benedizione dell'Arcivescovo Angelo Paino, ebbe luogo la consacrazione del Seminario al Cuore Immacolato di Maria. Il Bollettino Ecclesiastico Messinese del 1946 ricorda quest'avvenimento con tali parole:
«Spunta finalmente l'alba del giorno 26. Il sole - scongiurando gli ultimi tentativi di un tempo minaccioso - si fa strada, splendendo, verso "il bel mezzo del cielo...". La Messa canonicale di Mons. Segretario Canonico Antonino Barbaro con assistenza pontificale di S.E. Mons. Arcivescovo raccoglieva i primi e i più devoti entusiasmi di un Seminario in festa. [...] Finalmente Sua Eccellenza legge con sentimento ed affetto la preghiera della consacrazione [...]. Come appendice di conclusione a tutta la giornata, avviene l'illuminazione di tutto il Seminario, mentre fra gli applausi frenetici dei Seminaristi e il canto corale dell'Ave Maris stella andava spegnendosi, presso il balcone centrale del Seminario, la meravigliosa fiaccolata che faceva luccicare, tra il variare dei colori, l'espressione più cara e più gradita dei cuori: Viva Maria!».
La festa della Mater Clericorum Amabilis è celebrata dalla Comunità del Seminario il 26 maggio, in ricordo degli eventi del 1946.

## Biblioteca Painiana
La “Biblioteca Painiana” è in realtà un polo culturale annesso al Seminario Arcivescovile “S. Pio X” a servizio, principalmente, del Seminario stesso. È stata riconosciuta come Biblioteca ecclesiastica diocesana, pur conservandone il Seminario la proprietà e la responsabilità gestionale. Le aree di maggior interesse riguardano i seguenti settori: Sacra Scrittura, Patrologia, Storia della Teologia, Teologia fondamentale, Teologia dogmatica, Teologia morale, Teologia spirituale e mistica, Teologia sacramenteria, Teologia pastorale, Ecclesiologia, Liturgia, Agiografia, Ecumenismo, Diritto canonico, Catechetica, Storia della Chiesa e del cristianesimo, Arte sacra, Filosofia, Scienze della religione, Storia locale, Psicologia, Sociologia, Letteratura italiana e straniera, Storia e geografia, Scienze, Bibliografia, Biblioteconomia.
Oltre al patrimonio librario e alla collezione di periodici e riviste, la “Biblioteca Painiana” contiene anche documenti audiovisivi, cartografici, grafico-iconici, manoscritti, incunaboli e un fondo antico.
La Biblioteca è aperta al pubblico secondo l'orario di ricevimento indicato sul sito. Il catalogo dei volumi è disponibile on-line, attraverso il sito internet del Seminario (sono presenti due cataloghi, uno per i testi antichi del XVI secolo e l’altro per il patrimonio più recente). Il catalogo on-line dei volumi moderni può essere consultato anche attraverso l’applicazione BiblioMe.
Attualmente, la Biblioteca dispone di cinque sale di lettura, due ad uso esclusivo dei Seminaristi, due aperte anche per il pubblico, ed una nella quale sono svolte anche funzioni di segreteria: la sala delle riviste ospita i quotidiani e le riviste correnti; la sala “Mons. Giovanni Marra” raccoglie le collane più recenti di teologia e filosofia, le Enciclopedie moderne, le annate recenti delle riviste ed altri testi teologici di pronta consultazione; la sala “Mons. Francesco Fasola”, detta anche “Salone del Regno delle Due Sicilie”, ospita volumi di storia locale, antichi e moderni, atti e documenti pergamenacei, bolle papali dal XIII al XIX secolo; la "Sala delle Cinquecentine", custodisce le edizioni antiche del 1500 e del 1600; la sala “Mons. Carmelo Cucinotta”, oltre ad essere la segreteria della Biblioteca, accoglie anche una collezione di volumi di letteratura greca e latina.

## Rettori
Dal 1915, anno di inizio delle attività del seminario di Giostra, si sono succeduti come rettori del seminario arcivescovile:
- Luigi Bensaja (1915-1924)
- Vincenzo Genovese (1924-1944)
- Pantaleone Minutoli (1944-1961)
- Gaetano D'Angelo (1961-1969)
- Giuseppe Sciglio (1969-1978)
- Salvatore Trifirò (1978-1987)
- Antonino Di Vincenzo (1987-1992)
- Angelo Oteri (1992-1998)
- Tindaro Cocivera (1998-2010)
- Cesare Di Pietro (2010-2018)
- Alessandro Lo Nardo (2018-2022)
- Lino Grillo (dal 2022)